# Scaphochlamys petiolata
Scaphochlamys petiolata är en enhjärtbladig växtart som först beskrevs av Karl Moritz Schumann, och fick sitt nu gällande namn av Rosemary Margaret Smith. Scaphochlamys petiolata ingår i släktet Scaphochlamys och familjen Zingiberaceae. Inga underarter finns listade i Catalogue of Life.